# Ховард, Джон Эгер
Джон Эгер Ховард (англ. John Eager Howard; 4 июня 1752 — 12 октября 1827) — американский плантатор, военный и политик, 5-й губернатор Мэриленда. Он так же был членом Континентального Конгресса, Конгресса США и Сената США. Ховард служил офицером Континентальной армии в годы Войны за независимость и был награждён медалью и благодарностью Конгресса за отличие в сражении при Каупенсе. После войны президент Вашингтон предлагал ему пост Военного секретаря, но Ховард отказался.

## Ранние годы
Джон Ховард родился на плантации в округе Балтимор, в семье Корнелиуса Ховарда (1706–1777) и Руфи Эгер (1721–1796). Его дед Джошуа Ховард родился в Манчестере, служил в армии короля Якова II в годы восстания Монмута, после чего эмигрировал в Америку и получил большой участок земли около Балтимора. Джон получил хорошее образование у частных учителей.